# Grigorij Kariżski
Grigorij Iwanowicz Kariżski (ros. Григорий Иванович Карижский, ur. 9 listopada?/21 listopada 1895 w chutorze Fitinino obecnie w rejonie kotowskim w obwodzie wołgogradzkim, zm. 5 lutego 1971 w Kijowie) – radziecki generał major, Bohater Związku Radzieckiego (1945).

## Życiorys
Urodził się w rodzinie chłopskiej. Skończył 6 klas niepełnej szkoły średniej, od maja 1915 do 1917 służył w rosyjskiej armii, w 1917 skończył szkołę chorążych. W lutym 1918 wstąpił do Armii Czerwonej, w 1919 został członkiem RKP(b), brał udział w wojnie domowej jako pomocnik komendanta komitetu rewolucyjnego miasta Kamyszyn, w kwietniu 1918 został dowódcą kompanii wojskowego komisariatu w Kamyszynie, a we wrześniu 1918 dowódcą kompanii 1 samodzielnego szwadronu kawalerii. Od stycznia 1919 był dowódcą szwadronu kamyszyńskiego pułku kawalerii, walczył na Froncie Południowym. W 1922 ukończył wyższą szkołę kawalerii w Taganrogu, a w 1924 Leningradzką Wyższą Szkołę Kawalerii, w marcu 1921 został pomocnikiem dowódcy 29 pułku kawalerii 5 Dywizji Kawalerii. Od czerwca 1924 do października 1927 był pomocnikiem dowódcy 30 pułku i potem 25 pułku kawalerii, od października 1927 do grudnia 1932 szefem sztabu kolejno 76 i 92 pułku kawalerii w Północnokaukaskim Okręgu Wojskowym, a od grudnia 1932 do lutego 1938 dowódcą 88 pułku kawalerii w 12 Dywizji Kawalerii.
W lutym 1938 podczas czystek w armii został zwolniony z wojska i aresztowany, następnie do grudnia 1939 poddawany śledztwu, potem zwolniony z aresztu i przywrócony do służby jako szef zaopatrzenia gospodarczego 18 Dywizji Kawalerii. W styczniu 1940 powtórnie wyrzucono go z wojska i aresztowano, w marcu 1941 zwolniono i przywrócono do służby jako zastępcę dowódcy 12 Dywizji Piechoty Frontu Dalekowschodniego. W lipcu 1941 został dowódcą 32, później 202 Brygady Powietrznodesantowej Frontu Dalekowschodniego, od sierpnia 1942 do maja 1944 był zastępcą dowódcy wojsk 15 Armii, w sierpniu 1944 ukończył kurs taktyki przy Wyższej Akademii Wojskowej im. Woroszyłowa. 1 października 1942 otrzymał stopień generała majora. Od sierpnia 1944 uczestniczył w wojnie z Niemcami pozostając w dyspozycji Rady Wojennej 3 Frontu Białoruskiego, we wrześniu 1944 wyznaczono go zastępcą dowódcy 36 Korpusu Piechoty 11 Gwardyjskiej Armii 3 Frontu Białoruskiego, od 13 listopada do 1 grudnia 1944 pełnił obowiązki dowódcy tego korpusu, brał udział w operacji białoruskiej i gumbinnen-gołdapskiej. W grudniu 1944 objął dowództwo 18 Gwardyjskiej Dywizji Piechoty na 3 Froncie Białoruskim, która w styczniu 1945 wyróżniła się podczas operacji wschodniopruskiej, zdobywając m.in. miasto Insterburg (obecnie Czerniachowsk), później w kwietniu 1945 wzięła udział w zdobywaniu Królewca, zadając wrogowi duże straty i biorąc wielu jeńców, następnie brała udział w walkach w Brandenburgii. Po zakończeniu wojny nadal dowodził dywizją, w grudniu 1945 został dowódcą 30 Gwardyjskiej Dywizji Zmechanizowanej w Specjalnym Okręgu Wojskowym na terytorium obecnego obwodu królewieckiego, w 1948 ukończył kursy doskonalenia kadry oficerskiej przy Wojskowej Akademii Wojsk Pancernych i Zmechanizowanych im. Stalina. Od marca 1955 do marca 1957 był pomocnikiem dowódcy 6 Armii Północnego Okręgu Wojskowego i szefem Wydziału Przysposobienia Bojowego sztabu tej armii, a od marca 1957 do lipca 1958 zastępcą dowódcy tej armii ds. przysposobienia bojowego, następnie zakończył służbę wojskową.

## Upamiętnienie
Na placu miasta Kotowo umieszczono poświęcony mu obelisk. Jego imieniem nazwano ulicę w Czerniachowsku.

## Odznaczenia
- Złota Gwiazda Bohatera Związku Radzieckiego (5 maja 1945)
- Order Lenina (dwukrotnie, 21 lutego 1945 i 5 maja 1945)
- Order Czerwonego Sztandaru (trzykrotnie, 1921, 3 listopada 1944 i 17 maja 1945)
- Order Suworowa II klasy (19 kwietnia 1945)
- Order Czerwonej Gwiazdy (28 października 1967)

I medale.